# آیدا ویتال
آیدا ویتال (انگلیسی: Ida Vitale; ۲ نوامبر ۱۹۲۳ – ) نویسنده، منتقد ادبی، آموزگار، شاعر، و مترجم اهل اروگوئه بود.
وی همچنین برندهٔ جوایزی همچون ۱۰۰ زن بی‌بی‌سی و جایزه سروانتس شده‌است.